# Alisa s one strane ogledala
Alisa s one strane ogledala dječja je knjiga koju je 1871. godine napisao Lewis Carroll (Charles Lutwidge Dodgson). Nastavak je kǌige Alisa u zemlji čudesa iz 1865. godine. Kǌiga sadrži i čuvenu besmislenu pjesmu Jabberwocky, odnosno Hudodrakija u prijevodu Antuna Šoǉana.